# Máslovice
Máslovice (deutsch Maslowitz) ist eine Gemeinde in Tschechien. Sie liegt sechs Kilometer südöstlich von Kralupy nad Vltavou bzw. 18 Kilometer nördlich des Stadtzentrums von Prag und gehört zum Okres Praha-východ.

## Geographie

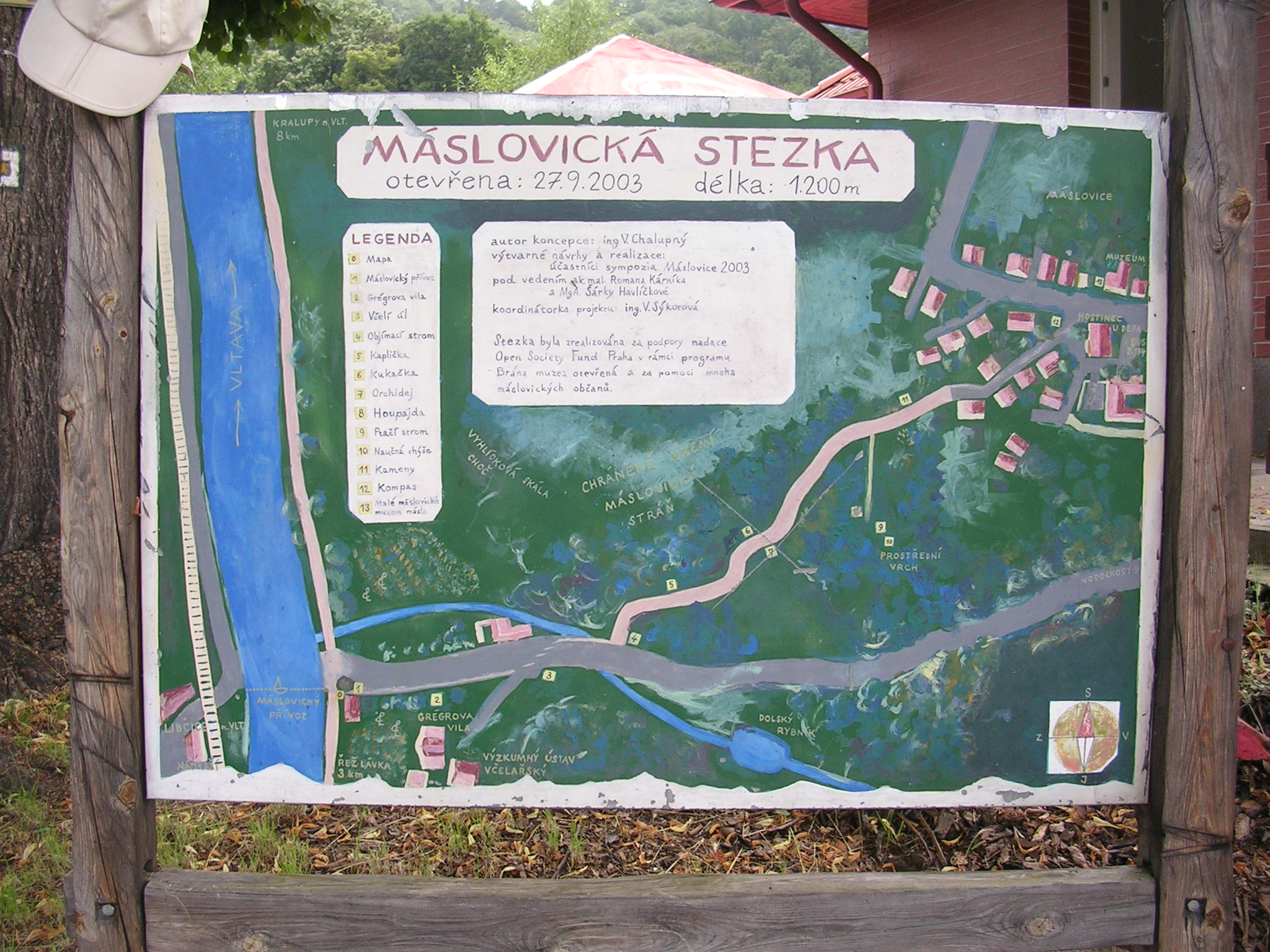
Ortsplan

Máslovice befindet sich rechtsseitig der Moldau auf der Böhmischen Tafel über dem Tal des Máslovický potok. Nordöstlich des Dorfes liegt der Flugplatz und das Gelände des Militärflugzeugherstellers Aero Vodochody. Gegenüber den Resten der Burg Liběhrad führt von Dol eine Autofähre nach Libčice nad Vltavou.
Nachbarorte sind Zlončice und Postřižín im Norden, Odolena Voda und Dolínek im Nordosten, Vodochody im Osten, Drasty im Südosten, Větrušice im Süden, Dol und Libčice nad Vltavou im Südwesten, Holubice im Westen sowie Debrno, Dolany und Dolánky im Nordwesten.

## Geschichte
Die erste schriftliche Erwähnung des Dorfes erfolgte 1052 in der Gründungsurkunde des Klosters Stará Boleslav durch Břetislav I. 1298 schenkte der Besitzer des Ortes, Vojtěch von Poděhus, Máslovice dem Altar des hl. Veit auf der Prager Burg. Während der Hussitenkriege gelangte das Dorf an weltliche Besitzer und wurde dann dem Prager Domkapitel zurückgegeben. In der berní rula von 1654 sind für Máslovice der herrschaftliche Hof und vier Bauernwirtschaften ausgewiesen. 1706 erfolgte der Verkauf des Dorfes an Karl Josef Voračický von Paběnice, der es seinen Gütern in Chvatěruby anschloss. Zu Ende des 18. Jahrhunderts bestand Máslovice aus 15 Häusern. Im 19. Jahrhundert kaufte Matthias Friedrich Freiherr von Riese-Stallburg auf Panenské Břežany Chvatěruby mit allem Zubehör.
Nach der Aufhebung der Patrimonialherrschaften bildete Máslovice ab 1850 eine Gemeinde im Bezirk Karlín. Die nach dem Bau der Eisenbahn von Prag nach Dresden in dieser Zeit erfolgte Ansiedlung von Fabriken im benachbarten Libčice führte in der zweiten Hälfte des 19. Jahrhunderts auch zu einem Anwachsen des Dorfes Máslovice. Ab 1928 gehörte die Gemeinde zum Bezirk Praha-venkov. 1935 entstand ein Wasserwerk mit Wasserturm, das den Wassermangel im Dorf beseitigte. 1946 kam die Gemeinde zum Okres Praha-sever und seit 1961 gehört sie zum Okres Praha-východ. Máslovice führt in seinem Wappen ein Butterfass.

## Gemeindegliederung
Für die Gemeinde Máslovice sind keine Ortsteile ausgewiesen. Zu Máslovice gehört die Siedlung Dol.

## Sehenswürdigkeiten
- Buttermuseum, 1997 eröffnet
- Lehrpfad
- Naturreservat Máslovická stráň im Felsental des Máslovický potok mit einer Fläche von 27 ha, südlich des Dorfes
- Naturreservat Hlaváčková stráň an der Moldau, westlich des Dorfes
- Institut für Bienenforschung in Dol

## Persönlichkeiten
Der Politiker Julius Grégr erwarb 1893 die Máslovicer Mühle in Dol und nutzte sie bis zu seinem Tode als Sommersitz.